# Ovládací prvek

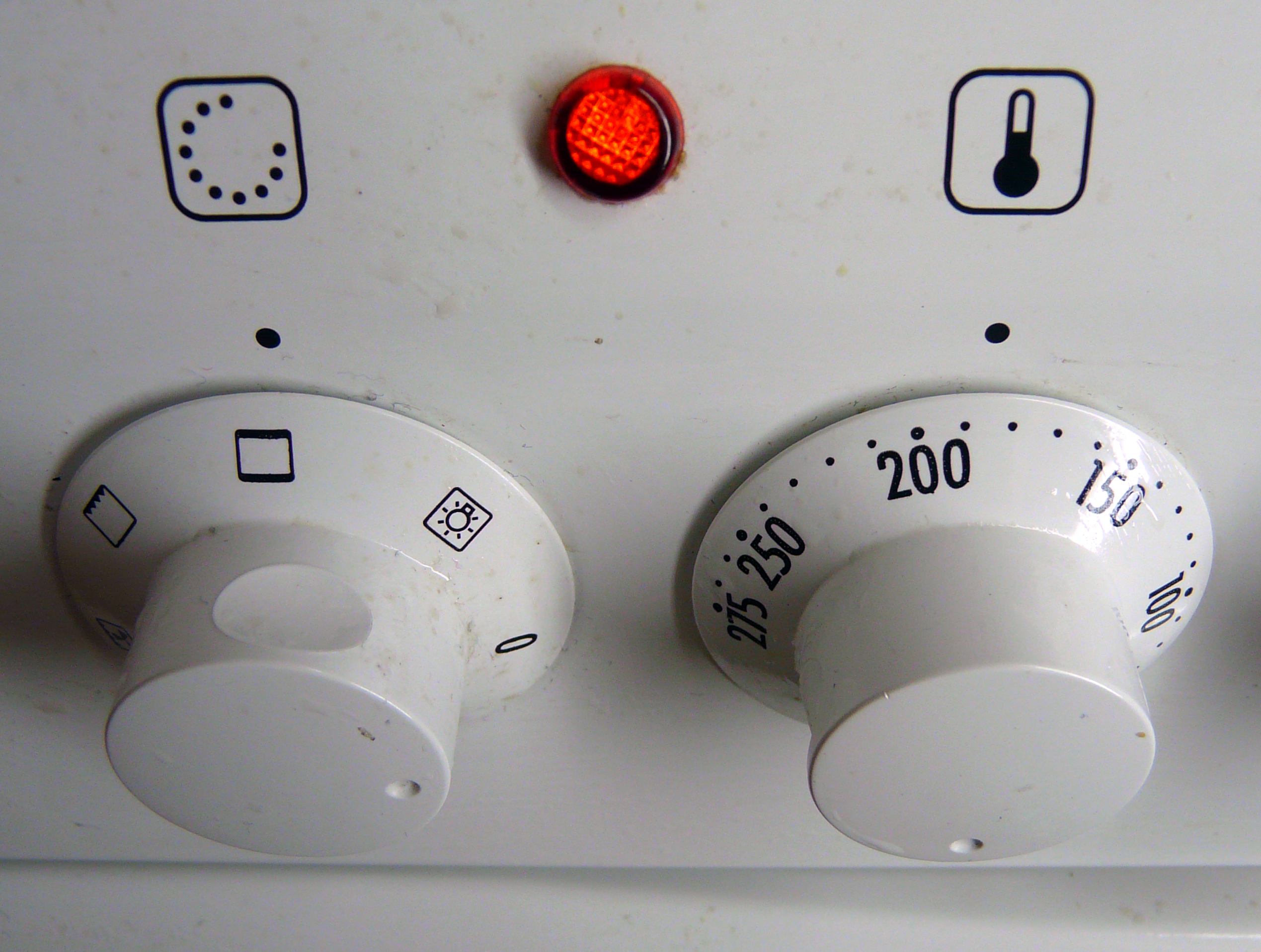
Regulátor teploty trouby je také ovládacím prvkem

Technicky vzato je ovládací prvek zařízení, pomocí kterého může člověk (uživatel nebo operátor) ovládat stroj nebo zařízení.
Dnes jsou ovládací prvky většinou elektrické nebo elektronické. Někdy se používá pro ovládání strojů a zařízení i jiná energie (např. pneumatické, hydraulické nebo mechanické ovládání).
Ovládací prvky jsou konstruovány tak, aby mohly být ovládány prstem, rukou, nohou nebo jinou částí těla.